# Römische Töpferei von Haarhausen

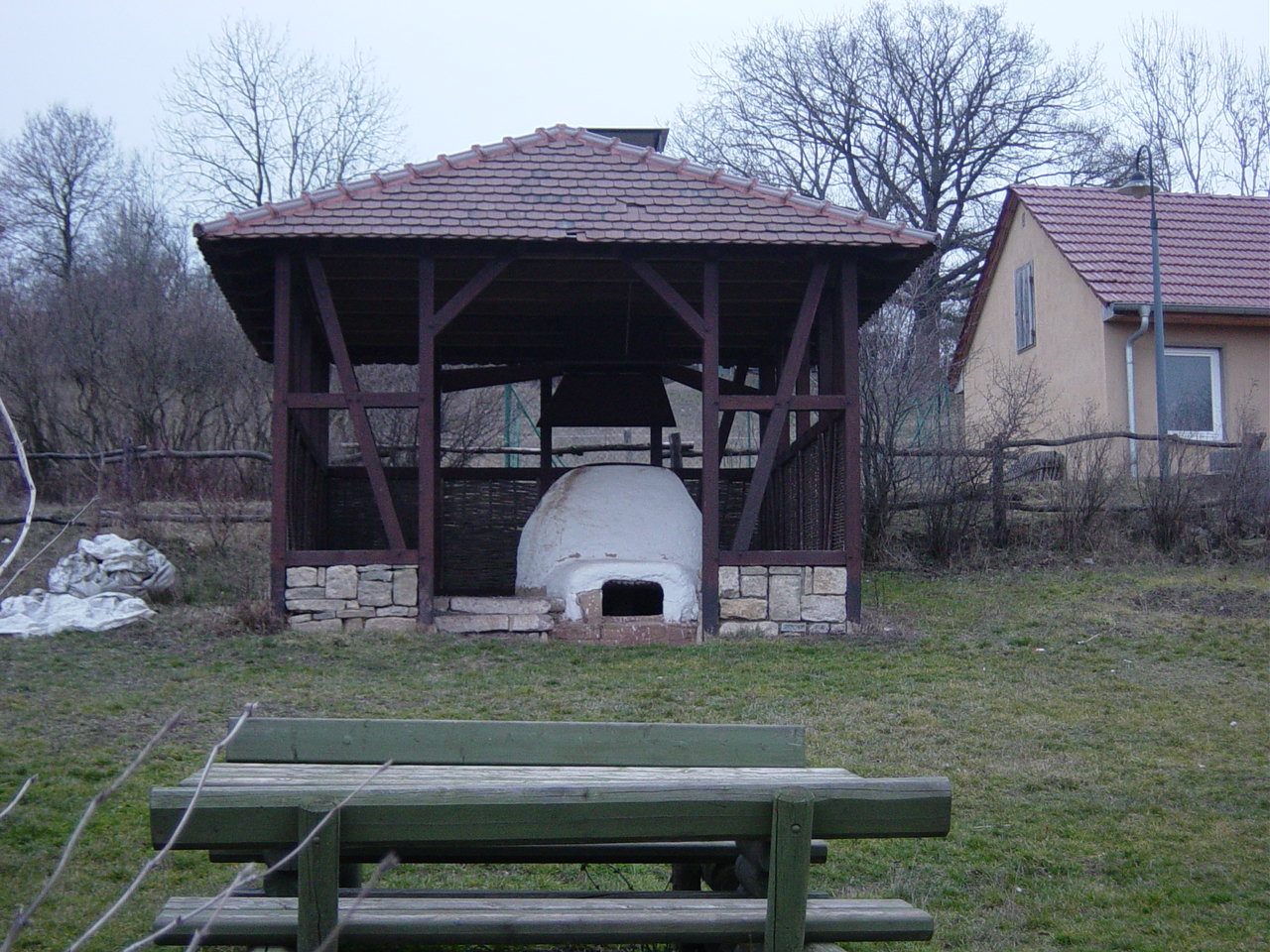
Nachbildung eines römischen Töpferofens auf dem Gelände für experimentelle Archäologie

Die römische Töpferei von Haarhausen war eine Töpferei in römischer Bauart, die sich in der Flur zwischen den Dörfern Haarhausen und Sülzenbrücken am Südrand des Thüringer Beckens befand. Neben Scherben legte die Archäologin Sigrid Dušek 1979–1986 drei Töpferöfen sowie Reste von Gebäuden und Anlagen frei. Datiert werden die Funde auf das späte 3. Jahrhundert.
Basierend auf den Ausgrabungsergebnissen wurde am Westrand von Haarhausen ein Gelände für experimentelle Archäologie eingerichtet, dessen Hauptexponat die Nachbildung eines Töpferofens ist. Genutzt wird es auch für „Lehrgänge im Backen von Fladen auf einem heißen Stein, Weben von Stoffen und Herstellen von Fibeln als auch alte Handwerkstechniken wie die Bearbeitung von Stein, Holz oder Knochen“.